# Matheus Miranda
Matheus dos Santos Miranda, noto semplicemente come Matheus Miranda (Magé, 19 febbraio 2000), è un calciatore brasiliano, difensore dell'Operário-PR.

## Caratteristiche tecniche
È un difensore centrale.

## Carriera
Cresciuto nel settore giovanile del Vasco da Gama, ha esordito in prima squadra il 14 giugno 2018 disputando l'incontro di Série A perso 3-1 contro l'Internacional.

## Palmarès

### Club

#### Competizioni statali
- Taça Guanabara: 1

Vasco da Gama: 2019
- Taça Rio: 1

Vasco da Gama: 2021
- Campionato Alagoano: 1

CRB: 2025